# V657 Возничего
V657 Возничего (лат. V657 Aurigae) — двойная затменная переменная звезда типа W Большой Медведицы (EW) в созвездии Возничего на расстоянии (вычисленном из значения параллакса) приблизительно 4574 световых лет (около 1402 парсеков) от Солнца. Видимая звёздная величина звезды — от +17,32m до +16,73m. Орбитальный период — около 0,3311 суток (7,9474 часов).

## Характеристики
Первый компонент — оранжевый карлик спектрального класса K. Радиус — около 1,1 солнечного, светимость — около 0,381 солнечной. Эффективная температура — около 4317 K.
Второй компонент — оранжевый карлик спектрального класса K.